# روسكو آرباكل
روسكو كونكلينغ «فاتي» آرباكل (ولد 24 مارس 1887 – توفي 29 يونيو 1933)، هو ممثل كوميدي ومخرج وسيناريست أمريكي في زمن السينما الصامتة. بدأ أرباكل مسيرته في شركة سيليج بوليسكوب وانتقل إلى استوديوهات كيستون حيث عمل مع مابل نورماند وهارولد لويد. وكان مرشدا لنجوم مثل تشارلي تشابلن واكتشف بوب هوب وباستر كيتون. كان آرباكل أحد أشهر نجوم السينما الصامتة في بدايات القرن العشرين، وسرعان ما أصبحت أحد أعلى الممثلين أجرا في هوليوود، حيث وقع عقدا في عام 1921 مع شركة بارامونت بيكتشرز بقيمة مليون دولار أمريكي.
بين نوفمبر 1921 وأبريل عام 1922، تحمل آرباكل ثلاث محاكمات بتهمة اغتصاب وقتل الممثلة فرجينيا راب. أصيبت راب بوعكة في حفل استضافه آرباكل في فندق سانت فرانسيس في سان فرانسيسكو في سبتمبر 1921. توفيت بعد ذلك بأربعة أيام. اتهم آرباكل بالاغتصاب من قبل معارف راب وقتلها عن طريق الخطأ. بعد محاكمتين أسفرتا عن حكم معلق، تمت تبرئته في المحاكمة الثالثة وحصل على اعتذار رسمي مكتوب من هيئة المحلفين.
رغم تبرئة آرباكل، فقد طغت الفضيحة على إرثه كرائد في عالم الكوميديا. منعت أفلامه وبعد المحاكمات وتم نبذه من الجميع. ورغم رفع الحظر على أفلامه في غضون عام، فقد عمل آرباكل في أدوار قليلة خلال العشرينات. وعمل لاحقا كمخرج تحت اسم مستعار هو وليام غودريتش. استطاع في النهاية أن يعود للتمثيل، وذلك في أفلام كوميدية قصيرة من بكرتين في عام 1932 مع وارنر براذرز. مات في نومه بسبب نوبة قلبية في عام 1933 في سن 46 عاما، ويقال أنه في نفس اليوم وقع عقدا مع شركة وارنر براذرز لتمثيل فيلم روائي طويل.

## بدايات حياته
ولد روسكو آرباكل في سميث سنتر، كانساس، وهو أحد تسعة أطفال ولدوا لمولي وويليام غودريتش آرباكل. كان وزنه عند الولادة يتجاوز 13 رطل (5.9 كيلوغرام)، وكان والداه ذوي بنية نحيلة، ما جعل والده يعتقد أن الطفل ليس ابنه، فسمى الأب ابنه على السياسي روسكو كونكلينغ، والذي كان وليام يحتقره. كانت الولادة قاسية على مولي وأسفرت عن مشاكل صحية مزمنة وساهمت في وفاتها بعد 12 عاما. انتقلت عائلة آرباكل إلى سانتا آنا، كاليفورنيا عندما كان روسكو بعمر سنتين.
أظهر آرباكل موهبة بالغناء وكان رشيقا رغم وزنه. مثل على المسرح في سن الثامنة بتشجيع من والدته، ومثل مع شركة فرانك بيكون خلال رحلتهم إلى سانتا آنا. استمر آرباكل بأدائه المسرحي على حتى وفاة والدته في عام 1899 عندما كان بعمر الثانية عشرة. كان والده يعامله بقسوة دائما،  ورفض أن يعيله بعد موتها، وعمل آرباكل في وظائف عدة. كان آرباكل معتادا على الغناء وهو يعمل فسمعه أحد الزبائن والذي كان مغنيا محترفا، ودعاه ليظهر في عرض مواهب. كان جمهور العرض يحكم على المواهب من خلال التصفيق أو السباب ويتم سحب المواهب السيئة من المسرع عن طريق خطاف راعي. غنى آرباكل ورقص ولكنه لم يعجب الجمهور. وعندما رأى الخطاف حاول أن يتجنبه فوقع مذعورا في حفرة الأوركسترا. أعجب به الجمهور بشدة، وفاز بالمنافسة وبدأ مسيرته في الفودفيل.

## المسيرة
في عام 1904 تمت دعوة آرباكل من قبل سيد غرومان للغناء في مسرح يونيك في سان فرانسيسكو، والذي كان بداية لصداقة طويلة بين الاثنين. ثم انضم إلى فرقة بانتاج المسرحية في جولة في الساحل الغربي للولايات المتحدة، وفي عام 1906 مثل في مسرح أورفيوم في بورتلاند، أوريغون في فرقة فودفيل بإدارة ليون إيرول وأصبح آرباكل العضو الرئيسي.
في 6 أغسطس 1908، تزوج آرباكل من مينتا دوفري (1889 – 1975)، وهي ابنة تشارلز وارن دوفري وفلورا آدكنز. مثلت دوفري دور البطولة في العديد من الأفلام الكوميدية، وأغلبها مع آرباكل. وكانا زوجا متناقضا حيث كانت مينتا قصيرة وضئيلة في حين كان آرباكل طويلا وسمينا.
بدأ آرباكل مشواره السينمائي مع شركة سيليج بوليسكوب في يوليو 1909 عندما ظهر في فيلم «طفل بين». بدا آرباكل بشكل متقطع في أفلام سيليج حتى عام 1913، انتقل لفترة وجيزة إلى يونيفرسال بيكتشرز وأصبح نجما في أفلام شرطة كيستون للمخرج ماك سينيت. وفقا دليل الأفلام لعامي 1919 و1921، فقد بدأ آرباكل مسيرته مع كيستون في عام 1913 بأدوار إضافية مقابل 3 دولارات يوميا، واجتهد في العمل حتى أصبح ممثلا رئيسيا ومخرجا. ورغم أن كان وزنه كان جزءا من جاذبيته الكوميدية فقد كان آرباكل واثقا بنفسه ورفض الاستعانة بوزنه لإثارة الضحك، حيث رفض أن يصور نفسه وهو يعلق في باب أو كرسي.
كان آرباكل مغنيا موهوبا. وسمعه المغني إنريكو كاروسو وهو يغني فقال له: «... تخلي عن هذا الهراء الذي تفعله من اجل لقمة العيش، ودرب نفسك لتصبح ثاني أكبر مغني في العالم».

## الكوميدي على الشاشة

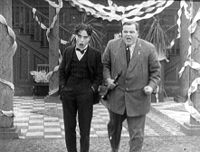
مع تشارلي تشابلن في فيلم تانجو تانجلز سنة (1914)

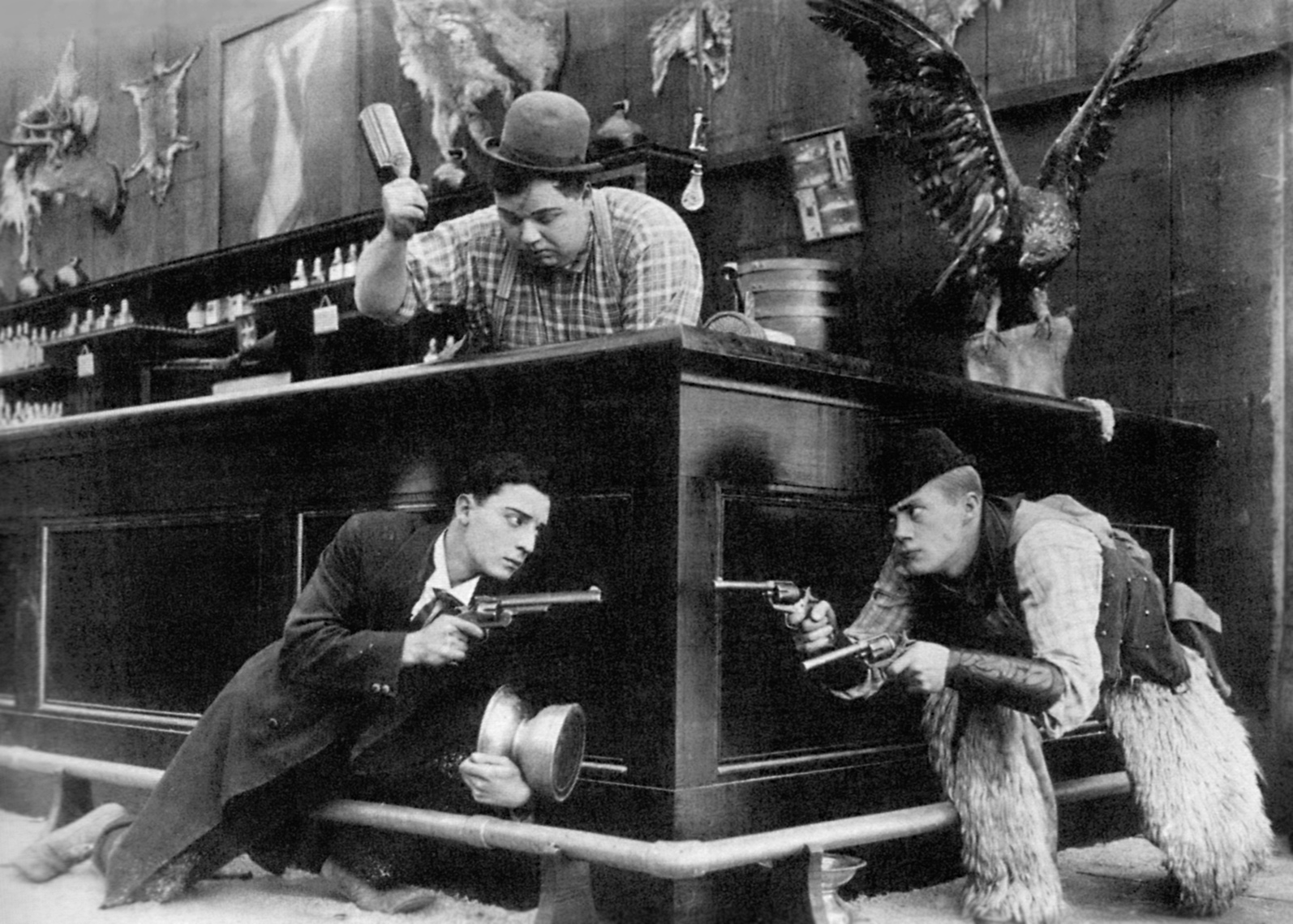
آل سانت جون ابن اخت آرباكل مع باستر كيتون وأرباكل في فيلم في الغرب سنة (1918).

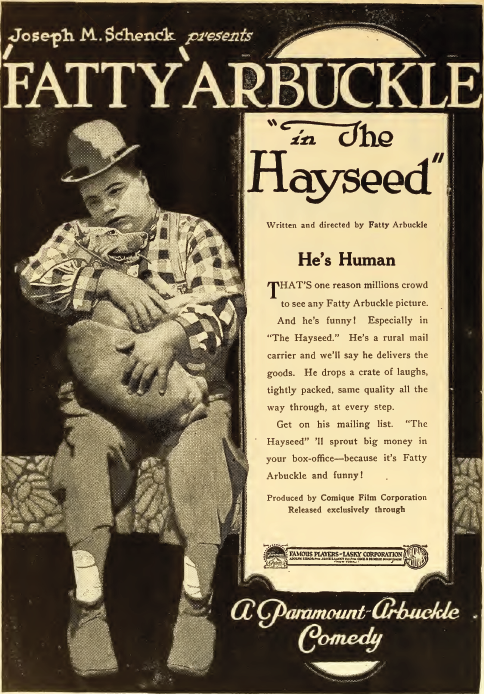
إعلان فيلم ذا هايسيد سنة (1919) قبل الفضيحة بفترة قصيرة.

كان آرباكل رشيقا رغم وزنه الثقيل. ويذكر المخرج ماك سينيت أول لقاء له مع آرباكل، حيث قال أنه «صعد الدرج بخفة فريد أستير». كما ذكر «دخل بخفة الريشة، وصفق بيديه وتشقلب بخفة البهلوان». وكانت أفلامه الكوميدية سريعة الخطى وبها العديد من مشاهد المطاردة والقفشات البصرية. كان آرباكل مولعا بالمشاهد الكوميدية الشائعة مثل رمي الفطيرة على الوجه.
في عام 1914، قدمت شركة بارامونت لآرباكل عرضا غير مسبوق بقيمة ألف دولار يوميا بالإضافة إلى 25٪ من جميع الأرباح الفنية الكاملة لصنع أفلام آرباكل ونورماند. كانت الأفلام مربحة جدا وشعبية، وفي عام 1918 عرضت الشركة على آرباكل عقدا لمدة ثلاث سنوات بقيمة 3 ملايين دولار (أي ما يعادل حوالي 43 مليون دولار في عام 2010).
بحلول عام 1916، كان وزن آرباكل وإدمانه على الخمر قد تسببا له بمشاكل صحية خطيرة. أصيب بالتهاب في ساقه وتحول قرحة شديدة وفكر الأطباء ببتر ساقه، إلا أنه تمكن من إنقاذ ساقه بعد أن أنقص من وزنه 80 رطل (36 كلغ)، وأوصل وزنه إلى 266 رطل (120 كلغ)، ولكنه أصبح مدمنا على المورفين.
أسس آرباكل بعد شفائه شركته الخاصة، كوميك فيلمز في شراكة مع جوزيف شينك. أنتجت الشركة بعض أنجح الأفلام القصيرة من الفترة الصامتة، وفي عام 1918 نقل آرباكل حصته المسيطرة في الشركة إلى باستر كيتون وقبل عرض باراماونت 3 ملايين دولار بتقديم 18 فيلما روائيا على ثلاث سنوات.
كره آرباكل اسمه الفني «فاتي» أو السمين، والذي كان أيضا لقبه منذ المدرسة. بلغ وزنه 185 رطل (84 كلغ) عندما كان بعمر 12 عاما. كما دعاه معجبوه «أمير ويلز (الحيتان)» لكن اسم فاتي يشير إلى الشخصية التي صورها على الشاشة وليس له تحديدا. وعندما يلعب دور أنثى، يكون اسم الشخصية «ميس فاتي». لم يرد آرباكل أن يناديه أي شخص باسم «فاتي» خارج الشاشة. كانت أليس ليك تناديه باسم آربي، أما ميبل نورماند كانت تدعوه بيغ أوتو على الفيل الذي كان موجودا في حديقة حيوان زيليغ قرب كيستون، أما باستر كيتون فكان يدعوه تشيف أو الزعيم، وفريد ميس كان يسميه كراب أو السلطعون، أما تشارلز موراي فكان يسميه طفلي السمين، دون سبب واضح، أما زوجاته الثلاثة فكن ينادينه روسكو.

## الفضيحة
في 5 سبتمبر 1921، أخذ آرباكل فترة راحة من جدول أعماله المزدحم، وكان يعاني من حروق من الدرجة الثانية على ردفيه بسبب حادث على الموقع، وانطلق إلى سان فرانسيسكو مع اثنين من أصدقائه، هما ويل شيرمان (مخرج / ممثل) والمصور فريد فيشباك. وأجّروا ثلاثة غرف في فندق سانت فرانسيس، حيث دخل آرباكل وفيشباك في الغرفة 1219، ودخل شيرمان في الغرفة 1221، بينما بقيت الغرفة 1220 فارغة لكي يقيموا بها الحفلات ودعوا العديد من النساء إلى الجناح.
خلال الحفلة، عثر على الممثلة فرجينيا راب ذات الثلاثين عاما وهي مريضة في الغرفة 1219 وتم فحصها من قبل طبيب الفندق، والذي استنتج أن الأعراض كانت بسبب تسمم كحولي، وقدم لها المورفين لكي يهدئها. لم يتم نقل راب إلى المستشفى إلا بعد يومين من الحادث.
عانت فرجينيا راب من التهاب المثانة المزمن. كان إسرافها في الشرب (وكذلك النوعية السيئة للكحول غير القانونية وقتها) قد ترك جسدها في حالة سيئة للغاية. وكانت معروفة بالإفراط في الشرب في الحفلات، ثم تمزق ملابسها من الألم. ولكن بحلول عام 1921، كانت صحتها تتدهور بشدة، فقد خضعت راب لعدة عمليات إجهاض في حياتها، كانت الرعاية التي تلقتها لمثل هذه العمليات دون المستوى، وكانت تستعد للخضوع لعملية أخرى (أو أنها قد خضعت لعملية أخرى بالفعل) بعد ان حملت من صديقها المخرج هنري ليرمان.
في المستشفى، أخبرت رفيقة راب في الحفل، بامبينا ديلمونت، طبيب راب أن آرباكل اغتصب صديقتها. قام الطبيب بفحص راب ولم يجد أي دليل على الاغتصاب. توفيت راب بعد يوم واحد في المستشفى بسبب التهاب الصفاق، والناجم عن تمزق في المثانة. ثم أخبرت ديلمونت الشرطة أن آرباكل اغتصب راب، وخلصت الشرطة إلى أن وزن آرباكل هو ما أدى لتمزق المثانة راب. أما آل سيمناكر مدير راب فقد اتهم آرباكل (في مؤتمر صحفي لاحق) أنه استخدم قطعة جليد لمحاكاة الجنس معها، ما أدى إلى إصابتها. عندما وصلت القصة إلى الصحف، تطورت قطعة الجليد إلى زجاجة كوكا كولا أو شمبانيا. كما شهد البعض أن آرباكل فرك قطعة الجليد على بطن راب لتخفيف آلامها. نفى آرباكل ارتكاب أي شيء. أما ديلمونت فقد قالت لاحقا أنها أدانت آرباكل في محاولة منها لابتزاز المال من محاميه.

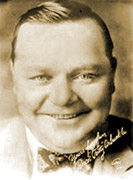
Fatty Arbuckle

كانت محاكمة آرباكل حدثا إعلاميا كبيرا. تم اختلاق القصص المثيرة والمبالغ فيها في صحف ويليام راندولف هارست. وانتشرت القصص عن طريق الصحافة الصفراء، حيث صورته الصحف باعتباره فاسقا يستغل وزنه للسيطرة على الفتيات البريئات. استفاد هيرست من فضيحة آرباكل، وقال لاحق أنه «باع صحفا أكثر من زمن حادثة غرق لوسيتانيا.»  دمرت الفضيحة حياة آرباكل المهنية والشخصية. طالبت مجموعات الأخلاق بالحكم على آرباكل بالإعدام، كما أمر المدراء التنفيذيون لشركات الأفلام من زملاء آرباكل عدم التحدث علنا عنه. وكان تشارلي تشابلن في إنجلترا في ذلك الوقت، وقال في لندن أنه لم يرى أن آرباكل كانت له علاقة بموت في فرجينيا راب. وأدلى باستر كيتون في مرة واحدة باعتقاده ببراءة آرباكل، وتلقى تأنيبا خفيفا من الاستوديو. قدم الممثل السينمائي ويليام إس هارت، الذي لم يعمل آرباكل أو يلتقي به، عددا من التصريحات العلنية التي افترضت أن آرباكل كان مذنبا. قام آرباكل لاحقا بكتابة نص فيلم يسخر من هارت ويصوره كلص ومتنمر يضرب زوجته، اشترى كيتون النص منه، وحوله إلى فيلم بعنوان الشمال المتجمد، ورفض هارت التحدث معه لسنوات عديدة.
كان المدعي العام على الفضية هو ماثيو برادي النائب العام لمدينة سان فرانسيسكو، وكان يطمح للترشح لمنصب حاكم الولاية، وصرح من البداية بأن آرباكل مذنب وضغط على الشهود للإدلاء ببيانات كاذبة. قام برادي بوضع ديلمونت في البداية كشاهدة خلال جلسة الاستماع. كان لدى ديلمونت سجل إجرامي طويل بالابتزاز وتعدد الأزواج والاحتيال، وقيل أنها كانت تجني المال باستدراج الرجال في مواقف مشبوهة وتلتقط صورهم، لتستخدمها كدليل في إجراءات الطلاق. وحصل الدفاع أيضا على رسالة من ديلمونت تعترف فيها بوضع خطة لابتزاز المال من آرباكل. في ضوء قصة ديلمونت المتغيرة باستمرار، فإن شهادتها أنهت استمرار المحاكمة. وفي النهاية لم يجد القاضي أي دليل على الاغتصاب. تم الاستماع لشهادة أحد الاطراف، وهي امرأة تدعى زي بريفون، وذكرت أن راب قالت لها «روسكو آذاني» على فراش الموت، فقرر القاضي أن آرباكل يمكن أن توجه له تهمة القتل من الدرجة الأولى. وأراد برادي أن يحكم عليه بالإعدام. تم تخفيض التهمة لاحقا إلى القتل الخطأ.

### المحاكمة الأولى
في 17 سبتمبر 1921، اعتقل آرباكل بتهمة القتل غير العمد، ولكن خرج بكفالة بعد ثلاثة أسابيع في السجن. وبدأت المحاكمة في 14 نوفمبر 1921 في محكمة المدينة في وسط مدينة سان فرانسيسكو. وكان محامي الدفاع عن آرباكل هو غافين ماكناب. أما الشاهدة الرئيسية فكانت الآنسة زي بريفون، وهي ضيفة في الحفلة. وفي بداية المحاكمة قال آرباكل لزوجته مينتا دوفري (التي انفصل عنها بالفعل)، أنه لم يؤذي راب؛ وقد صدقته وظهرت بانتظام في قاعة المحكمة لتدعمه. كان الشعور العام نحو القضية سلبيا لدرجة أنها تعرضت لإطلاق نار لاحقا عندما دخلت قاعة المحكمة.
أول شهود برادي خلال المحاكمة كانت بيتي كامبل، وهي عارضة حضرت حفلة 5 سبتمبر وشهدت أنها رأت آرباكل وهو يبتسم بعد ساعات من وقوع الاغتصاب المزعوم؛ الممرضة غريس هالستون شهدت أنها ترجح أن آرباكل اغتصب راب وأصابها بكدمات؛ والدكتور إدوارد هاينريش، عالم الجرائم، زعم أنه وجد بصمات آرباكل ملطخة بدماء راب على باب الحمام في الغرفة 1219. الدكتور آرثر بيردسلي، طبيب الفندق، قال أن قوة خارجية هي التي أضرت بالمثانة. ومع ذلك، كشفت بيتي كامبل خلال الاستجواب أن برادي هددها بتوجيه تهمة الحنث لها لو لم تشهد ضد آرباكل. تم التشكيك بمزاعم الدكتور هاينريش حول البصمات بعد أن قدم ماكناب خادمة في فندق سانت فرانسيس، والتي شهدت بأنها نظفت الغرفة حتى قبل إجراء التحقيق، ولم تجد أي دم على باب الحمام. اعترف الدكتور بيردسلي أن راب لم تذكر له ابدا أنها تعرضت للاعتداء وهو يعالجها. تمكن ماكناب من جعل الممرضة هالستون تعترف بأن تمزق المثانة قد يكون نتيجة للسرطان، وأن الكدمات على جسدها قد تكون أيضا نتيجة للمجوهرات الثقيلة التي كانت ترتديها ذلك المساء. وخلال مرحلة الدفاع من المحاكمة، استدعى ماكناب مختلف الخبراء الذين شهدوا أن مثانة راب أصيبت بتمزق، ولكن كانت هناك أدلة على التهابات مزمنة ولا دليل على تغيرات مرضية سابقة للتمزق.
يوم 28 نوفمبر، شهد آرباكل كشاهد نهائي للدفاع. قال آرباكل في شهادته أن راب (وقال أنه كان يعرفها لخمس أو ست سنوات) أتت إلى غرفة الحفلة (1220) حوالي الساعة 12 ظهرا في ذلك اليوم، بعد ذلك طلبت منه ماي توب (زوجة ابن بيلي صنداي) أن تقله إلى المدينة، فذهب إلى غرفته (1219) ليغير ملابسه ورأى راب تتقيأ في المرحاض. قال آرباكل انها شعرت بوعكة وطلب أن يساعدها على الاستلقاء، وحملها إلى غرفة النوم وطلب من عدد من الضيوف مساعدتها، ووضعوها في حوض من الماء البارد لتهدئتها. أخذها آرباكل والمسعف إلى غرفة 1227 ودعا مدير الفندق والطبيب. بعد أن أعلن الطبيب أن راب كان في حالة سكر، ذهب آرباكل مع توب إلى البلدة.
طوال المحاكمة، قدمت النيابة الأوصاف الطبية لمثانة راب كدليل على أنها عانت من المرض. نفى آرباكل في شهادته أي معرفة بمرضها. خلال الاستجواب، هاجم مساعد النائب العام ليو فريدمان الممثل لأنه رفض استدعاء الطبيب عندما رأى راب وهي مريضة، وقال أنه رفض استدعاء الطبيب لأنه رأى أنها فرصة مثالية لاغتصابها وقتلها. حافظ آرباكل على هدوئه وواصل أقواله بأنه لم يصب راب جسديا أو جنسيا بأي شكل من الأشكال خلال حفلة 5 سبتمبر، وزعم أيضا أنه لم يتحرش جنسيا بأي امرأة طوال حياته. مر أكثر من اسبوعين من الشهادات مع 60 شاهد إثبات ونفي، بما في ذلك 18 طبيبا أدلوا بشهاداتهم حول مرض راب. عادت هيئة المحلفين في 4 ديسمبر 1921 بقرار معلق بعد ما يقرب من 44 ساعة متتالية من المداولات مع 10 قرارات بالبراءة مقابل اثنين بالإدانة، وأعلن بطلان الدعوى.
ركز محامو آرباكل على محلفة تدعى هيلين هوبارد قالت لباقي المحلفين انها ستصوت بالذنب «حتى يتجمد الجحيم» والتي رفضت النظر في المعروضات أو قراءة محاضر جلسات المحاكمة، بعد أن حسمت قرارها في قاعة المحكمة. وكان زوج هوبارد محامي يتعامل مع مكتب النائب العام، وأعربت هي نفسها عن مفاجأتها عن عدم الطعن بها عندما اختيرت للجنة المحلفين. ورغم أن معظم التركيز كان على هوبارد فقط بعد المحاكمة، فقد شعر جزء من المحلفين أن آرباكل مذنب ولكن بشيء من الشكوك، وانضم مختلف المحلفين إلى هوبارد في التصويت بالإدانة، بما في ذلك شخص يدعى توماس كيلكيني صوت بالذنب مرارا في النهاية. يصف الباحث جوان مايرز المناخ السياسي وتركيز وسائل الإعلام حول إدخال النساء في هيئات المحلفين (حيث تم وضع تشريع يسمح لهن بالمشاركة قبل أربع سنوات من محاكمة آرباكل)، وكيف ركز دفاع آرباكل فورا على هوبارد باعتبارها الشريرة، بينما وصفت هوبارد محاولات للضغط عليها لتغيير صوتها من قبل رئيس هيئة المحلفين، أغسطس فريتز. وفي حين قدمت هوبارد تفسيرات حول تصويتها، بقي كيلكيني صامتا وتلاشى بسرعة من أضواء وسائل الإعلام بعد نهاية المحاكمة.

### المحاكمة الثانية
بدأت المحاكمة الثانية في 11 يناير 1922 مع هيئة محلفين مختلفة، ولكن بنفس الدفاع القانوني والمدعى العام وكذلك نفس القاضي الذي ترأس الجلسة. وتم تقديم الأدلة ذاتها، ولكن هذه المرة قالت الشاهدة زي بريفون أن برادي قد أجبرها على الكذب. شاهد آخر أدلى بشهادته أثناء المحاكمة الأولى، وهو حارس أمن سابق، واسمه جيسي نورغارد، الذي كان يعمل في استوديوهات كولفر حيث عمل آرباكل، وشهد بأن آرباكل ظهر في إحدى المرات في الاستوديو، وعرضت عليه رشوة نقدية في مقابل الحصول على مفتاح غرفة ملابس راب. حيث قال الممثل الكوميدي أنه يريد أن يدبر مقلبا للممثلة. ورفض نورغارد أن يعطيه المفتاح. خلال الاستجواب، أثارت شهادة نورغارد التساؤلات عندما اكتشف أن له سوابق وأنه متهم وقتها بالاعتداء جنسيا على طفلة عمرها ثمان سنوات، وكان يبحث أيضا عن عقوبة مخففة من برادي مقابل شهادته. وعلاوة على ذلك، وعلى النقيض من المحاكمة الأولى، تم الخوض في حياة راب المبتلاة بالمجون وشرب الخمر. كما شككت المحاكمة الثانية ببعض الأدلة الرئيسية مثل التعرف على بصمات آرباكل على باب غرفة النوم: عاد هاينريش عن شهادته في وقت سابق من المحاكمة الأولى، وشهد أن أدلة البصمات كانت مزورة على الأرجح. وكان الدفاع مقتنعا جدا بحكم بالبراءة حتى أن آرباكل لم يستدع للشهادة. ولم يقدم المحامي ماكناب مرافعته النهائية امام لجنة المحلفين. ومع ذلك، فسر بعض المحلفين عدم السماح لآرباكل الشهادة بأنه دليل على الذنب. وبعد أكثر من 40 ساعة من المداولات، عادت هيئة المحلفين في 3 فبراير، وقد وصلت إلى طريق مسدود مع حكم الأغلبية بالإدانة بواقع 10-2. أعلن بطلان المحاكمة مجددا.

### المحاكمة الثالثة
بحلول المحاكمة الثالثة، تم حظر أفلام آرباكل، كما امتلأت الصحف خلال الأشهر السبعة الماضية بقصص هوليوود المزعومة حول العربدة والقتل والشذوذ الجنسي. كما قامت بيلمونت بجولة في البلاد وألقت المحاضرات على شرور هوليوود.
بدء المحاكمة الثالثة في 13 مارس عام 1922، وهذه المرة قرر الدفاع أن يدحض القضية بأي ثمن. وبدأ ماكناب عملية دفاع عدوانية لكي يحطم قضية الادعاء عن طريق تكثيف الاستجواب المباشر والمتعارض للشهود. تمكن ماكناب أيضا من الحصول على المزيد من الأدلة حول ماضي فرجينيا راب وتاريخها الطبي. أظهر ماكناب ثغرة أخرى في قضية الادعاء، حيث أن الشاهدة الرئيسية زي بريفون خرجت من البلاد بعد فرارها من حجز الشرطة ولم تتمكن من الشهادة. وكما هو الحال في المحاكمة الأولى، كان آرباكل هو الشاهد النهائي والتزم بروايته لما حدث في حفلة الفندق. خلال البيان الختامي، وأوضح ماكناب أن القضية كانت دون أساس من البداية وكيف صدق النائب العام برادي الاتهامات الغريبة من مود ديلمونت، التي وصفها ماكناب بأنها «الشاهدة التي لم تشهد شيئا». في 12 نيسان، بدأت مداولات هيئة المحلفين واستغرق ست دقائق فقط عادوا بحكم بالإجماع ببراءته وأمضوا خمسا من تلك الدقائق في كتابة بيان رسمي للاعتذار من آرباكل. كان بيان هيئة المحلفين كما تلاه رئيس الهيئة كالتالي:
وخلص بعض الخبراء في وقت لاحق أن مثانة راب وربما تمزقت بعد عملية إجهاض خضعت لها قبل حفلة 5 سبتمبر 1921. تهتكت أعضاء راب وكان من المستحيل إجراء اختبار للحمل. اضطر آرباكل أن يقر بالذنب في تهمة واحدة بخرق قانون فولستد بسبب استهلاكه للكحول في الحفلة، واضطر إلى دفع غرامة قدرها 500 دولار. عندما تمت تبرئته، كان آرباكل يدين بمبلغ 700,000 دولار (حوالي 9,444,583 دولار في عام 2012 بمعادلة التضخم) بالرسوم القانونية لمحاميه عن المحاكمات الثلاثة،  واضطر إلى بيع منزله وجميع سياراته لسداد بعض الديون.
رغم إسقاط كافة التهم عن آرباكل، فقد أضرت به الفضيحة بشدة بين عامة الناس، فمثلا ويل هايز، الذي شغل منصب رئيس مجلس الرقابة في مؤسسة منتجي وموزعي الأفلام في أمريكا (MPPDA) والذي شكل حديثا، استشهد بآرباكل كمثال للأخلاق السيئة في هوليوود. في 18 أبريل عام 1922، بعد ستة أيام من تبرئة آرباكل، وحظر هايز على روسكو آرباكل أن يعمل في الأفلام الأمريكية مجددا. وطلب أيضا أن يتم إلغاء جميع العروض والحجوزات لأفلام آرباكل، وامتثل أصحاب دور العرض. رفع هايز الحظر في ديسمبر من العام نفسه، ولكن آرباكل لم يتمكن من الحصول على عمل. معظم دور العرض استمرت برفض عرض أفلام آرباكل، والعديد من أفلامه لم تبق منها نسخ سليمة حاليا. وأحد الأفلام الطويلة الباقية له هو فيلم السنة الكبيسة (1921)، والذي رفضت باراماونت إصداره في الولايات المتحدة بسبب الفضيحة. وأصدر في أوروبا. في مارس 1922 وقع باستر كيتون اتفاقا لإعطاء آرباكل 35% من أرباحه في شركته، باستر كيتون بروداكشنز، ليخفف من أزمته المالية.

### فضائح مماثلة ومتزامنة
رغم أن فضيحة آرباكل ينظر إليها على أنها أول فضيحة كبرى في هوليوود، فقد كانت إحدى خمس فضائح كبرى متعلقة بباراماونت في تلك الفترة. في عام 1920، توفيت ممثلة السينما الصامتة أوليف توماس بعد شرب كمية كبيرة من كلوريد الزئبق الثنائي والذي تم وصفه كعلاج موضعي لزوجها جاك بيكفورد من مرض الزهري. وفي فبراير عام 1922، أنهت جريمة قتل المخرج ويليام ديزموند تايلور مسيرة ماري مايلز مينتر ومابل نورماند. في عام 1923، أدى إدمان الممثل والمخرج والاس ريد على المسكنات في وفاته. وفي عام 1924، توفي الممثل والكاتب والمخرج توماس إينس في ظروف غامضة، على متن يخت ويليام راندولف هارست.

## بعد الفضيحة
كان التأثير الرئيسي للمحاكمة على آرباكل هو النبذ من هوليوود ووقف جميع الأفلام التي عمل بها. وهناك تأثير آخر هو التخلص من نسخ أفلامه، ما جعل أرشفتها صعبة. وفي نوفمبر 1923، قدمت مينتا دوفري طلبا للطلاق، متهمة إياه بالهجر. وتم الطلاق وفي يناير 1924. كان الزوجان قد انفصلا منذ عام 1921، لكن دوفري ظلت تقول انه ألطف رجل في العالم، وأنهما ظلا أصدقاء. وتصالحا لفترة وجيزة، قبل أن تقدم دعوى للطلاق مرة أخرى، وهذه المرة في باريس في ديسمبر 1924. تزوج آرباكل من دوريس دين في 16 مايو 1925.
حاول آرباكل العودة إلى السينما، ولكن هوليوود استمرت تقاومه حتى بعد تبرئته، وتوجه للإدمان على الكحول. حاول باستر كيتون مساعدته بجعله يعمل على أفلامه. كتب آرباكل قصة لكيتون وحولها لفيلم بعنوان أحلام اليقظة (1922). كما يقال أن آرباكل أخرج مشاهد في فيلم لكيتون بعنوان شيرلوك جونيور (1924)، لكن لا يعرف أي لقطة بالتحديد أخرجها آرباكل. في عام 1925، أخرج كارتر ديهافن فيلما قصيرا بعنوان «دراسات الشخصية». وظهر بجانب باستر كيتون، هارولد لويد، رودلف فالنتينو، دوجلاس فيربانكس، وجاكي كوجان.

## وليام غودريتش
بدأ آرباكل العمل كمخرج الفيلم تحت اسم مستعار هو وليام غودريتش. وكان هذا اسم والده بالكامل وليام غودريتش آرباكل. وهناك حكاية غير مؤكدة تقول أن كيتون اقترح له الاسم المستعار "Will B. Good". لكن هذه التورية كانت واضحة جدا، واعتمدت آرباكل اسم «وليام غودريتش».
من منتصف العشرينات إلى أوائل الثلاثينات، أخرج آرباكل عدد من الأفلام القصيرة الكوميدية تحت اسمه المستعار لصالح شركة إديوكاشنال، والتي عرضت أفلام كوميدية كانت أقل شهرة في زمنها. قالت لويز بروكس، التي لعبت دور الساذجة في فيلم ويندي رايلي يذهب إلى هوليوود (1931):
ولم يبذل أي محاولة لإخراج الفيلم. جلس على كرسيه وكأنه رجل ميت. كان لطيفا جدا منذ أن دمرت الفضيحة مسيرته المهنية. ولكنه كان من المدهش بالنسبة لي أن آتي في هذا الفيلم، وأجد أن المخرج هو روسكو آرباكل الكبير. كنت أراه رائعا في الأفلام. وكان راقصا رائعا أيام تألقه.
من بين أشهر مشاريعه الإخراجية باسم غودريتش كان فيلم إدي كانتور «التوصيلة الخاصة» (1927)، والذي أصدرته باراماونت وشارك في بطولته وليام باول وجوبينا رالستون، تألق المشترك. وكان أضخم أفلامه هو الطاحونة الحمراء (1927)، من تمثيل ماريون دايفيز.

## الطلاق الثاني
في عام 1929، رفعت دوريس دين دعوى للطلاق في لوس انجليس بسبب الهجر والقسوة. وفي 21 يونيو 1931، تزوج روسكو من آدي أوكلي ديوكس ماكفيل في إيري، بنسلفانيا.

## العودة القصيرة والموت
في عام 1932، وقع آرباكل عقدا مع وارنر براذرز ليمثل باسمه في سلسلة أفلام كوميدية من بكرتين، ليتم تصويرها في استوديوهات فيتافون في بروكلين. هذه الأفلام الستة القصيرة كانت هي الوحيدة التي سجل فيها صوته. ظهر معه في تلك الأفلام عدة نجوم منهم ابن أخته آل سانت جون وكذلك ليونيل سلاندر وشيمب هاورد. نجحت أفلامه في أمريكا، وحاولت وارنر بروس أن تصدر أول فيلم في المملكة المتحدة بعنوان (هي بوب!)، إلا أن مجلس الرقابة البريطاني رفض أن يمنح الفيلم شهادة العرض بسبب الفضيحة التي حدثت قبل عشر سنوات.
أنهى آرباكل تصوير آخر فيلم له في 28 يونيو 1933. وفي اليوم التالي وقع عقدا مع وارنر براذرز لتقديم فيلم روائي طويل. وفي تلك الليلة خرج مع أصدقائه للاحتفال بذكرى حفل زواجه حيث قال: «هذا أسعد يوم في حياتي». تعرض لنوبة قلبية في وقت لاحق من تلك الليلة ومات في منامه. وكان بعمر ست وأربعين. طلبت أرملته أن يتم حرق جسده لآنها كانت رغبته.

## الإرث
العديد من أفلام آرباكل، بما فيها الفيلم الطويل حياة الحفلة (1920)، بقيت بطبعات بالية وبلغات أجنبية. وقد بذلت جهود ضئيلة أو معدومة للحفاظ على ملفات النيغاتيف الأصلية خلال أول عقدين من هوليوود. في أوائل القرن 21، تم ترميم بعض من أفلام آرباكل القصيرة، بالأخص تلك شارك في بطولتها شابلن أو كيتون، وأصدرت على دي في دي، وعرض بعضها مسرحيا. كثيرا ما استشهد مؤرخو السينما بتأثير آرباكل على الكوميديا التهريجية.
تحصل آرباكل على نجمة في ممشى المشاهير في هوليوود، وذلك لإسهاماته في صناعة السينما. تقع نجمته في جادة هوليوود 6701 .

## في الثقافة الشعبية

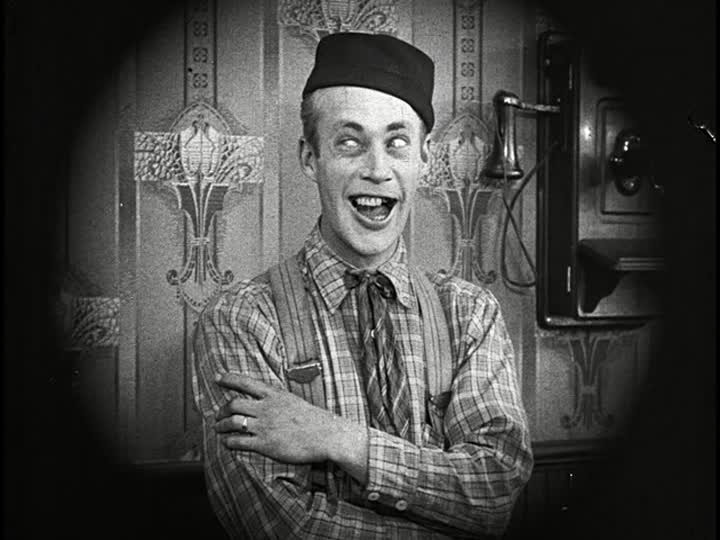
آل سانت جون، ابن أخت آرباكل وأحد النجوم الدائمين معه

أخرج جيمس آيفوري فيلم The Wild Party عام 1975 وكان الفيلم يرتكز على قضية آرباكل، وإن اعتبر مجرد رواية درامية للأحداث. في الحقيقة فإن الفيلم مستند على قصيدة للشاعر جوزف مونكور مارش نشرت عام 1926، ولا علاقة له لقضية آرباكل. يظهر في الفيلم جيمس كوكو بدور ممثل كوميدي سمين من الفترة الصامتة يدعو جولي غريم، حيث تنهار مسيرته ويخطط للعودة. تمثل راكيل ولش دور عشيقته التي تدفعه في النهاية إلى أن يطلق النار عليها. استند هذا الفيلم على الشائعات التي أحاطت بفضيحة آرباكل، إلا أنه لا يتشابه مع الحقائق الموثقة عن القضية.
أبدى الكوميدي كريس فارلي اهتمامه بلعب دور آرباكل في فيلم سيرة ذاتية قبل موته في 1997. كما جاء في سيرة فارلي التي صدرت عام 2008، فقد وافق السيناريست ديفيد ماميت على العمل في ما كان سيكون أول أدوار فارلي الدرامية. في مدير 2007 خطط كيفين كونور لإنتاج فيلم بعنوان حياة الحفلة، المستندة على حياة آرباكل. وهو من بطولة كريس قطان وبريستن لايسي. لكن المشروع وضع على الرف.
في أبريل ومايو 2006، أقام متحف الفن الحديث في مدينة نيويورك معرضا به 56 فيلم بقي لآرباكل.
كان آرباكل موضوع رواية صدرت عام 2004 بعنوان «أنا، فاتي» للكاتب جيري ستال. كما أنتجت كتب أخرى عنه «اليوم الذي توقف فيه الضحك» بقلم ديفد يالوب و«مؤامرة! القصة التي لم تروى لروسكو» فاتي«آرباكل» بقلم أندي إدموندز.
تم إنشاء سلسلة مطاعم في بريطانيا تدعى فاتي آرباكلز، وسميت على الممثل، وكانت من المطاعم البارزة في الثمانينات.
في مسرحية Stoneface عام 2012 بقلم فانيسا كلير ستيوارت حول باستر كيتون، وتصور صداقة كيتون وعلاقتهما المهنية.
لعب الممثل بريت آشي دور آرباكل في فيلم العودة إلى بابل (2013).

## من أفلامه

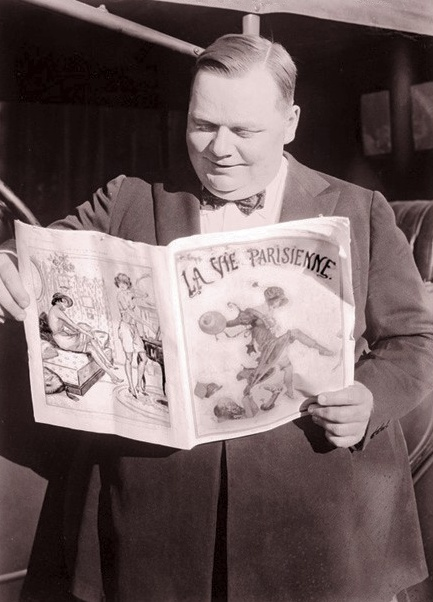
روسكو آرباكل يقرأ مجلة La Vie Parisienne، حوالي سنة 1920

- تانجو تانجلز
- المتخفي
- السكارى
- محبين ميس فاتي بجانب البحر
- صبي الجزار
- البيت العنيف
- ليلة زفافه
- اوه دكتور!
- كوني آيلاند
- بطل الريف
- في الغرب
- الحمال
- مونشاين
- ليلة سعيدة، يا ممرضة!
- الطباخ
- وراء الكواليس
- ذا هايسيد
- الجراج
- إذهب غرباً
- في العجين

## وصلات خارجية
- روسكو آرباكل على موقع IMDb (الإنجليزية)
- روسكو آرباكل على موقع الموسوعة البريطانية (الإنجليزية)
- روسكو آرباكل على موقع روتن توميتوز (الإنجليزية)
- روسكو آرباكل على موقع ألو سيني (الفرنسية)
- روسكو آرباكل على موقع أول موفي (الإنجليزية)
- روسكو آرباكل على موقع قاعدة بيانات برودواي على الإنترنت (الإنجليزية)
- روسكو آرباكل على موقع قاعدة بيانات برودواي على الإنترنت (الإنجليزية)
- روسكو آرباكل على موقع قاعدة بيانات الأفلام السويدية (السويدية)
- روسكو آرباكل على موقع إن إن دي بي (الإنجليزية)
- روسكو آرباكل على موقع ديسكوغز (الإنجليزية)
- Roscoe "Fatty" Arbuckle على موقع فايند أغريف